# Башмачок настоящий
Башмачо́к настоя́щий, или вене́рин башмачо́к настоя́щий, или вене́рин башмачо́к обыкнове́нный (лат. Cypripedium calceolus) — многолетнее травянистое растение, широко распространённое в Евразии от Британских островов до Тихого океана, вид рода Башмачок семейства Орхидные (Orchidaceae).

## Название
Известны многие русские названия: адамова голова, башмачок известняковый, венерин башмачок жёлтый, кукушкины сапожки, марьин башмачок, петушки, сапожки.

## Распространение
Европа (кроме крайнего юга и севера), включая лесную зону европейской части России и Крым, юг Сибири и Дальнего Востока, Сахалин, Карелия и Кольский полуостров, северный и северо-восточный Казахстан, Монголия, северный Китай, Корея, Япония (только остров Ребун).
Ранее считалось, что Cyp. calceolus произрастает и на Кавказе. Но критический анализ данных не подтвердил этого.
В Китае и на Тайване Cyp. calceolus замещается тремя близкими видами (Cypripedium shanxiense, Cypripedium henryi, Cypripedium segawae). В зоне умеренных лесов Северной Америки, его замещает близкородственный вид Cypripedium parviflorum. Эти виды могут рассматриваться в качестве одного полиморфного вида, распадающегося на ряд географических рас.

## Экология

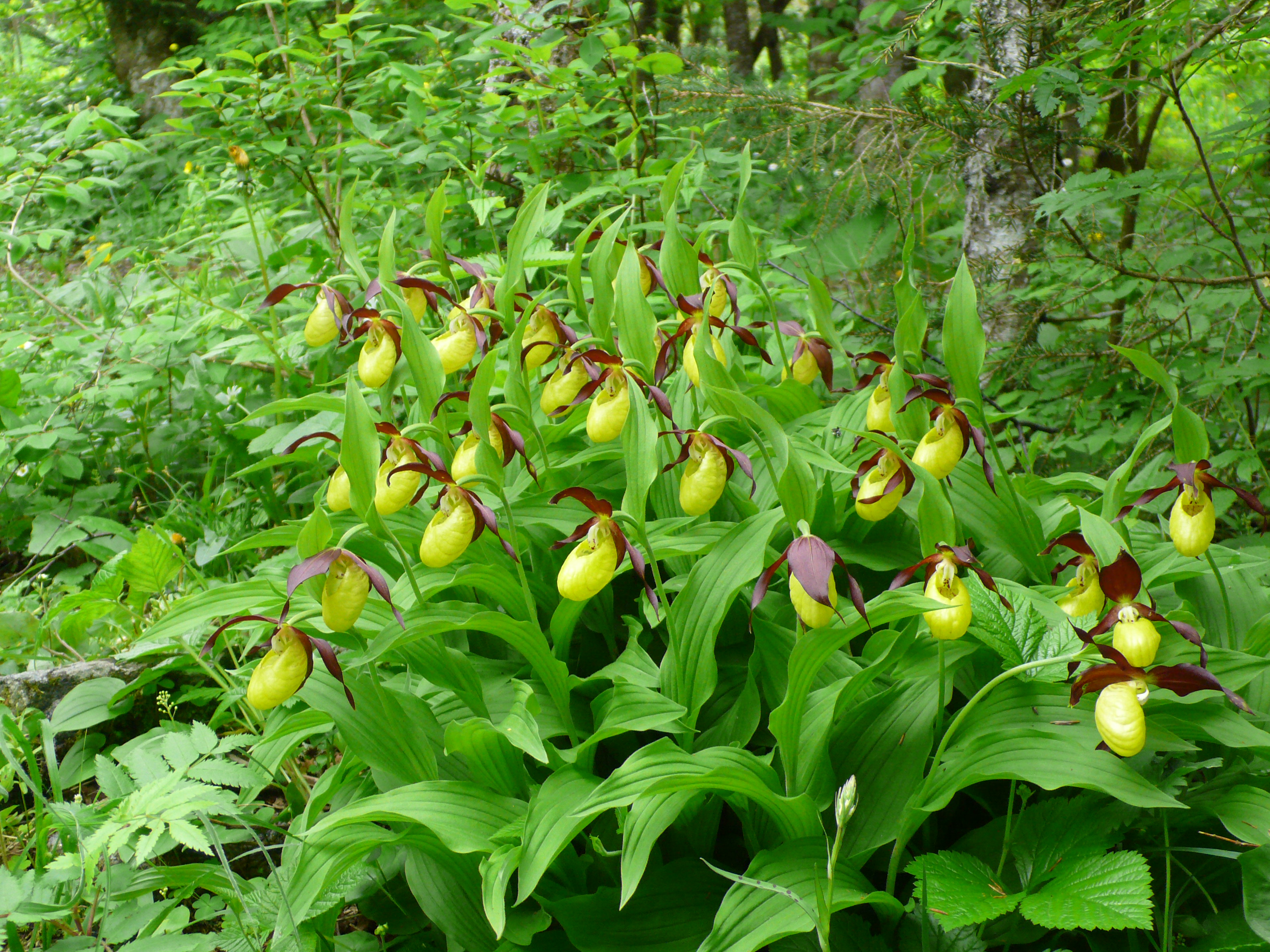
Башмачок настоящий, Франция

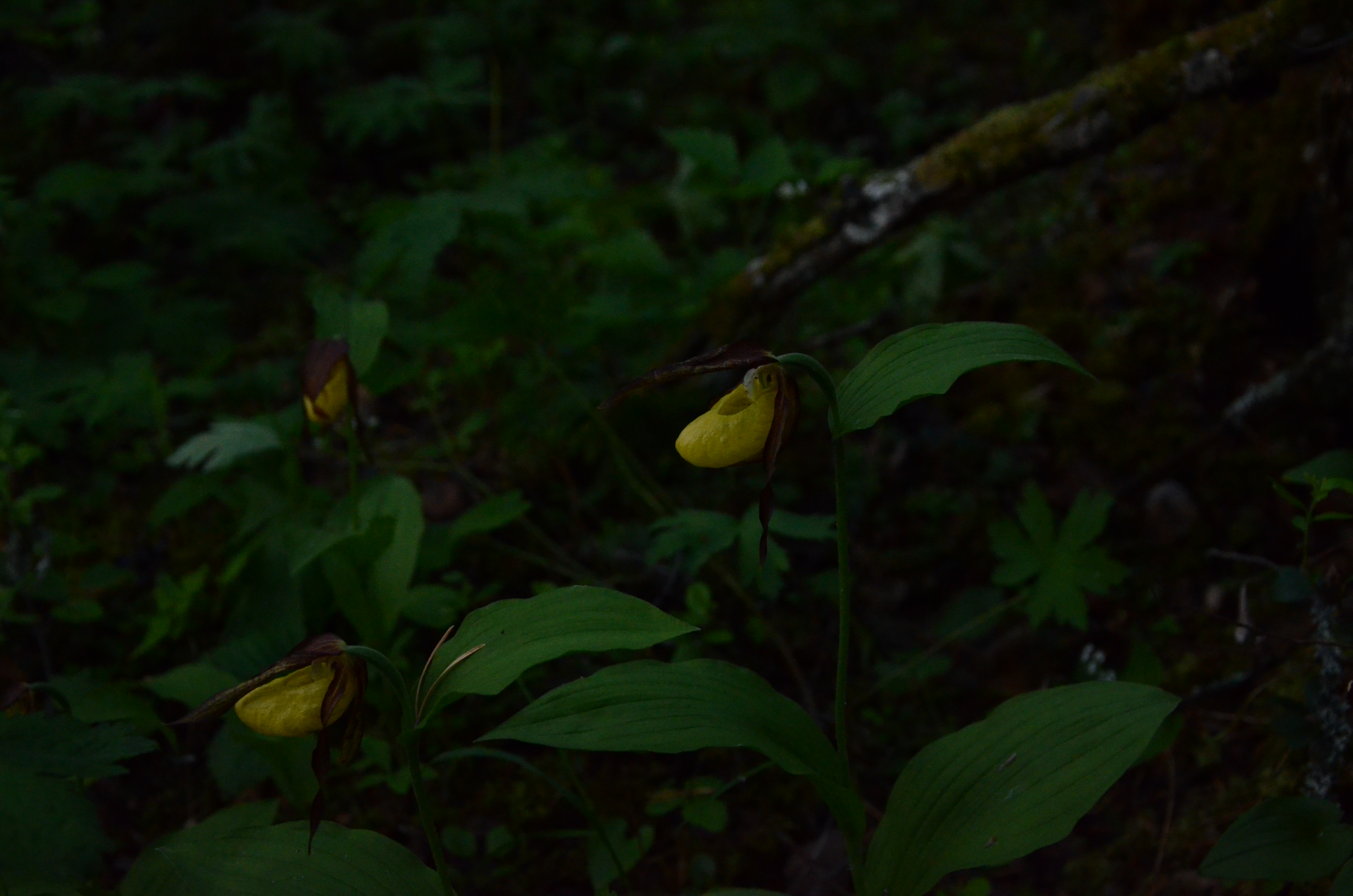
Cypripedium. Полуостров Киндо

Встречается в равнинных и горных лиственных, смешанных, реже хвойных и остепнённых лесах, на лесных опушках, лесных лугах и в зарослях кустарников.
Предпочитает хорошо увлажнённые, не заболоченные почвы, но встречается и на относительно сухих. Чаще отмечается в местах с умеренной освещённостью. Отличается морозостойкостью. Предпочитает нейтральные и щелочные почвы со значительным содержанием гумуса. В северной части ареала Cyp. calceolus встречается почти исключительно в районах выходов известняков, на почвах богатых кальцием. Южнее на достаточно плодородных почвах и торфяниках с нейтральной и слабо кислой реакцией.
Размножение семенное и вегетативное (с помощью корневищ). Первые три года проросток развивается под землёй, получая питание в результате симбиотических отношений с грибом. На четвёртый год развивается первый зелёный лист. Зацветает на 15—17 году после прорастания семени, при благоприятных условиях — через 8 лет. Цветки опыляются насекомыми. На Украине, в естественных условиях разрастание парциальных куртин Cyp. calceolus происходит за счет корневищ, которые ветвятся примерно раз в 5—6 лет. За счет этого увеличивается число побегов в составе куртины. Они могут взаимно перекрываться, обособляться или же распадаться на несколько особей.
Побегообразование начинается в апреле, в начале мая появляются бутоны, а в середине мая — начале июня происходит цветение. Продолжительность цветения 2—3 недели. Опылённые цветки увядают на 2—3 день. Семена вызревают и высыпаются через 2—3 месяца.

## Ботаническое описание

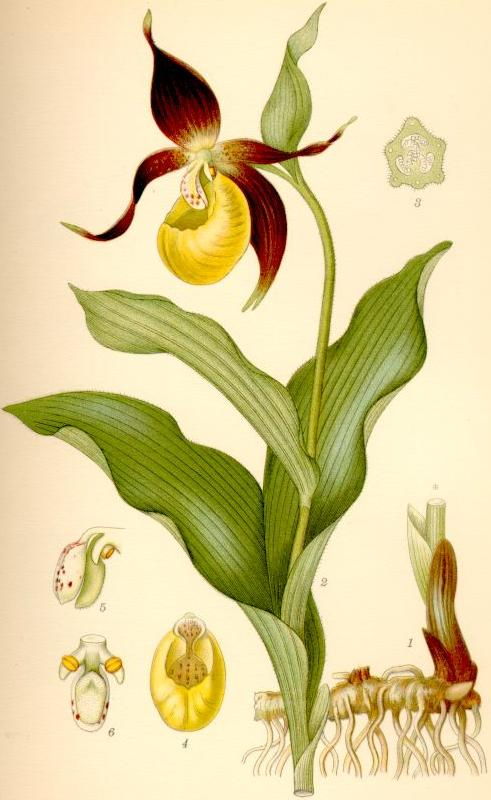

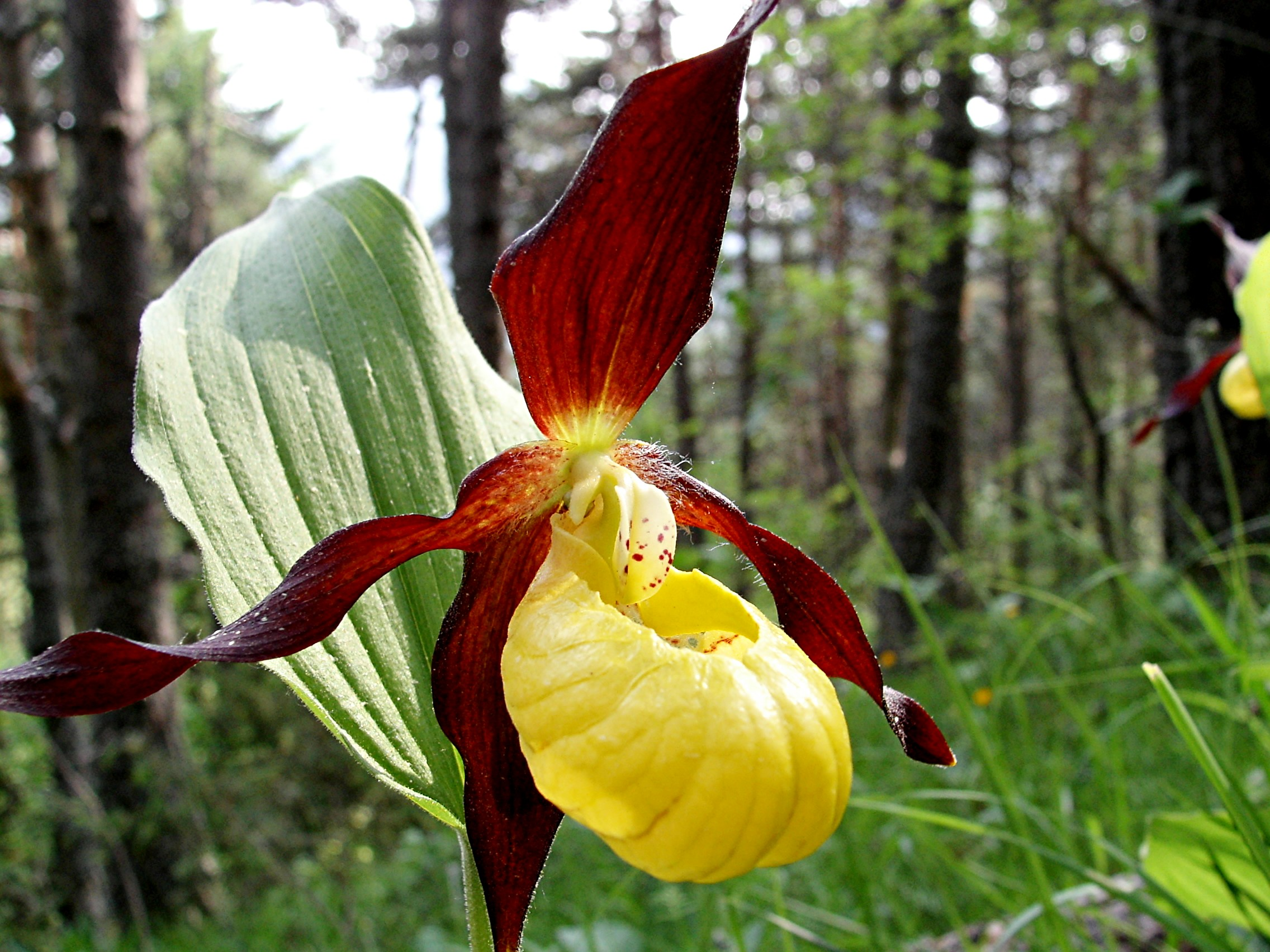
Цветок

Корневище более или менее укороченное, ветвящееся, с многочисленными жёсткими корнями.
Стебли высотой от (15)20—50(60) см, по всей длине железисто опушённые, при основании с 3—4(5) плёнчатыми влагалищами желтовато-бурого цвета. В средней части спирально расположены (2)3—4 листа.
Листья очередные сидячие, опушённые, эллиптической или широкоэллиптической формы с заострёнными концами и ровным краем. Длина (6)10—16(20) см, ширина (3)3,5—8(12) см.
Соцветие 1—2(3)-х цветковое.
Цветки со слабым приятным сладковатым ароматом. Прицветники крупные, листовидные, ланцетные до яйцевидных, 1—6(12)×0,8(1,2)—4(8) см, железисто-опушённые, на конце заострённые. Завязь сидячая или на небольшой цветоножке, слегка согнутая, железисто опушённая, (2)2,5—3(3,5)×0,3—0,4 см. Листочки околоцветника тёмно красновато-коричневые или каштановые, редко зеленовато-бурые, медианный чашелистик более или менее прямостоячий, узкояйцевидный или яйцевидный, 3,5—5(6,5)×1,2—1,8(2,2) см. Синсепалум сходной формы и размера, на верхушке двузубчатый или двураздельный, редко цельный. Боковые лепестки линейно-ланцетные, узколанцетные, редко ланцетные, (2,5)3,5—6(6,5)×(0,4)0,5—0,7(0,8) см, с широким основанием и оттянуто-заострённой верхушкой, обычно спирально скрученные, с внутренней стороны и у основания опушённые. Губа жёлтая, внутри иногда с красноватыми крапинками, обратнояйцевидная или эллиптическая, (2,5)3—3,5(4,5)×(1,3)2—2,5(3) см. Колонка и тычинки бледно-жёлтые. Стаминодий желтовато-белый, нередко с красноватыми крапинами, (0,7)1—1,2×0,6—0,8 см.
Плод — коробочка, (2)2,5—3,5(4)×0,6—0,8(1) см.

## Использование
Традиционно культивируется из-за высоких декоративных качеств.
Известно о лекарственном применении народами Сибири и в тибетской медицине.
Венерин башмачок изображён на гербе коммуны Сноса в губернии Нур-Трёнделаг в Норвегии.

## Культивирование
В правильно подобранном месте может расти без пересадок до 100 лет.
Зоны морозостойкости: 4—9.
Для выращивания в контейнере рекомендуется следующий состав почвенной смеси: листовой перегной (из листьев липы и берёзы), торф волокнистый бурый, песок, доломитовая мука, древесный уголь фракции 3—5 мм в соотношении 1:1:1:0,5:0,5. 
Для выращивания в открытом грунте: торф, листовой перегной, доломитовая мука или известняковая крошка, песок крупнозернистый в соотношении 2:1:0,5:0,5. В субстрат можно добавить труху древесины хвойных пород или дуба, керамзит и дроблёную лаву.
Для обеззараживания субстрата используются фунгицидные препараты.  
Используются контейнеры, у которых ширина в два раза превышает высоту, с большим количеством дренажных отверстий. В качестве дренажа используют 3—5 см известкового гравия. Для молодых растений используются контейнеры высотой 12—15 см и шириной 20—25 см.
При культивировании растений в контейнерах каждый год весной производится пересадка.
У высаженных в гряды взрослых растений диаметр корневой системы может достигать 60—70 см в диаметре при глубине до 30 см. При выращивании в грядах пересадка производится не чаще одного раза в 4—5 лет. Лучшим временем пересадки является август, после пожелтения и начала отмирания листьев.
Использование мульчи не рекомендуется, так как это может привести к нежелательному закисанию субстрата.
Почки у башмачков зимуют под уровнем почвы (на глубине 1—1,5 см). Над почвой они появляются лишь весной. Для укрытия можно использовать дубовые листья. Контейнеры зимуют вкопанными в грунт с утеплением по краям и сверху пенопластом.
В ГБС вегетирует с апреля по август — начало сентября. Цветёт с мая по июнь 2 недели, слабо. Не плодоносит. Высота 15—20 см. Рекомендуется выращивать в тени. В Солнечногорском районе Московской области регулярно цветёт. Почва — бедный органикой (гумус по Тюрину 4,65 %, подвижный азот 1,47 мг на 100 г) тяжёлый суглинок, разрыхлённый добавкой крупного песка и некислого торфа и известкованный (pH солевой вытяжки 6,7). 1/3 дня место посадки находится в неплотной тени.

## Грексыи вариации

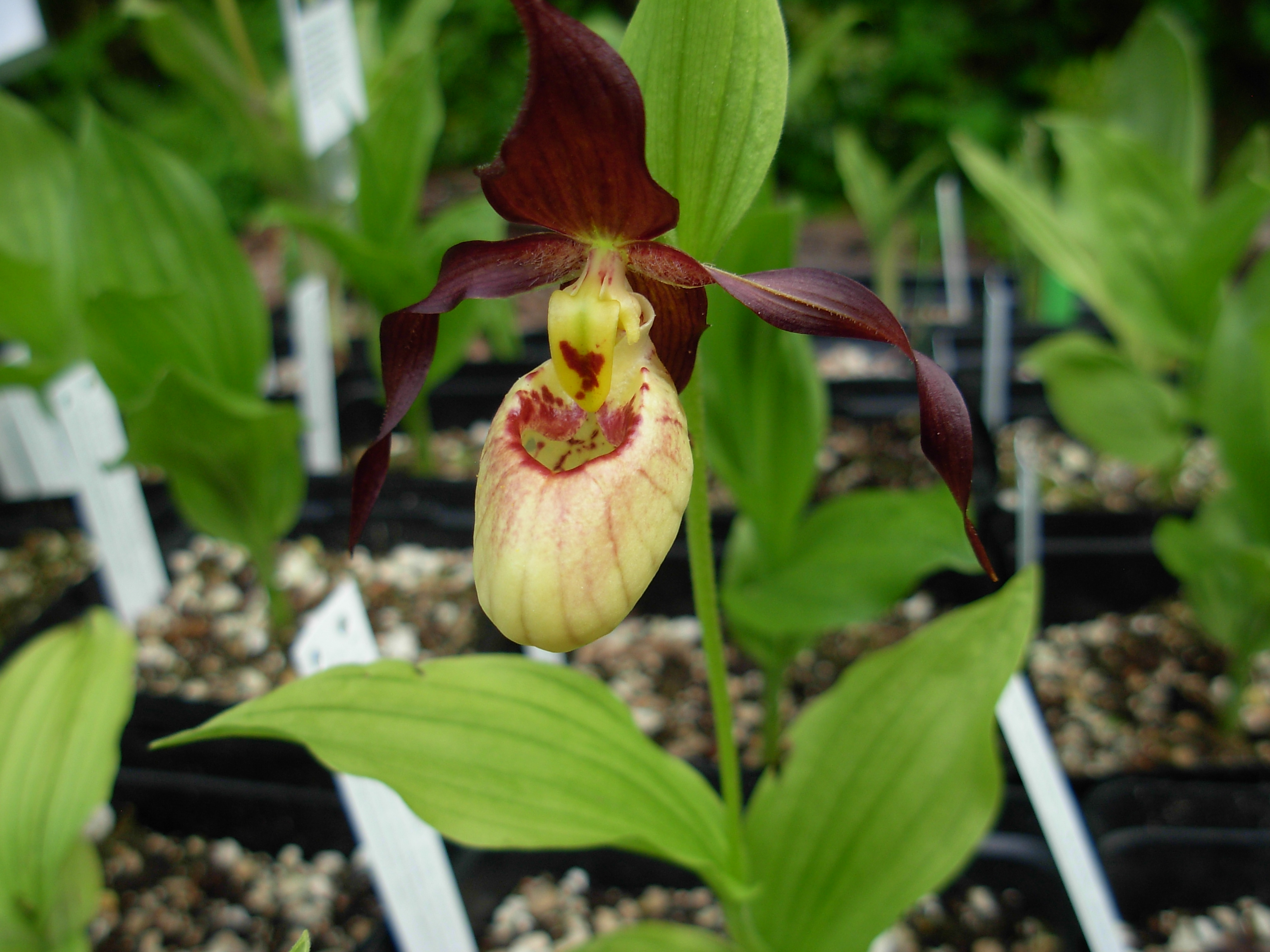
Cypripedium Emil

- Boots (Cypripedium calceolus var. flavum × Cypripedium montanum) Pinkepank 2005
- Boots grex Christopher (Cypripedium calceolus × Cypripedium montanum) Corkhill 2005
- Carolin (Cypripedium calceolus × Cypripedium speciosum) W. Frosch 1991
- Christa Handlbauer (Cypripedium farreri × Cypripedium calceolus) Handlbauer 2009
- Dietrich (Cypripedium calceolus × Cypripedium kentuckiense) W. Frosch 2003
- Emil (Cypripedium calceolus × Cypripedium parviflorum) W. Frosch 1993
- Erika (Cypripedium calceolus × Cypripedium candidum) W. Frosch 2003
- Günter (Cypripedium calceolus × Cypripedium reginae) In Vitro Orch. 2006
- Hans Erni (Cypripedium franchetii × Cypripedium calceolus) W. Frosch 2004
- Karl Heinz (Cypripedium calceolus × Cypripedium cordigerum) W. Frosch 1990
- Lisbeth (Cypripedium Gisela x Cypripedium calceolus) Döpper 2004
- Memoria Gerd Kohls (Cypripedium calceolus × Cypripedium henryi) Lowland-Biotech 1995
- Otto (Cypripedium calceolus × Cypripedium pubescens) W. Frosch 1991
- Pixi (Cypripedium calceolus × Cypripedium tibeticum) P. Corkhill 2003
- Siggi (Cypripedium froschii × Cypripedium calceolus) Pinkepank 2005
- Sunny (Cypripedium fasciolatum × Cypripedium calceolus) W. Frosch 2004
- Tanya Pinkepank (Cypripedium macranthos {as var. rebunese} × Cypripedium calceolus var. flavum) H. Pinkepank 1998
- Wladiwo (Cypripedium ×ventricosum × Cypripedium calceolus var. flavum) W. Frosch 2005

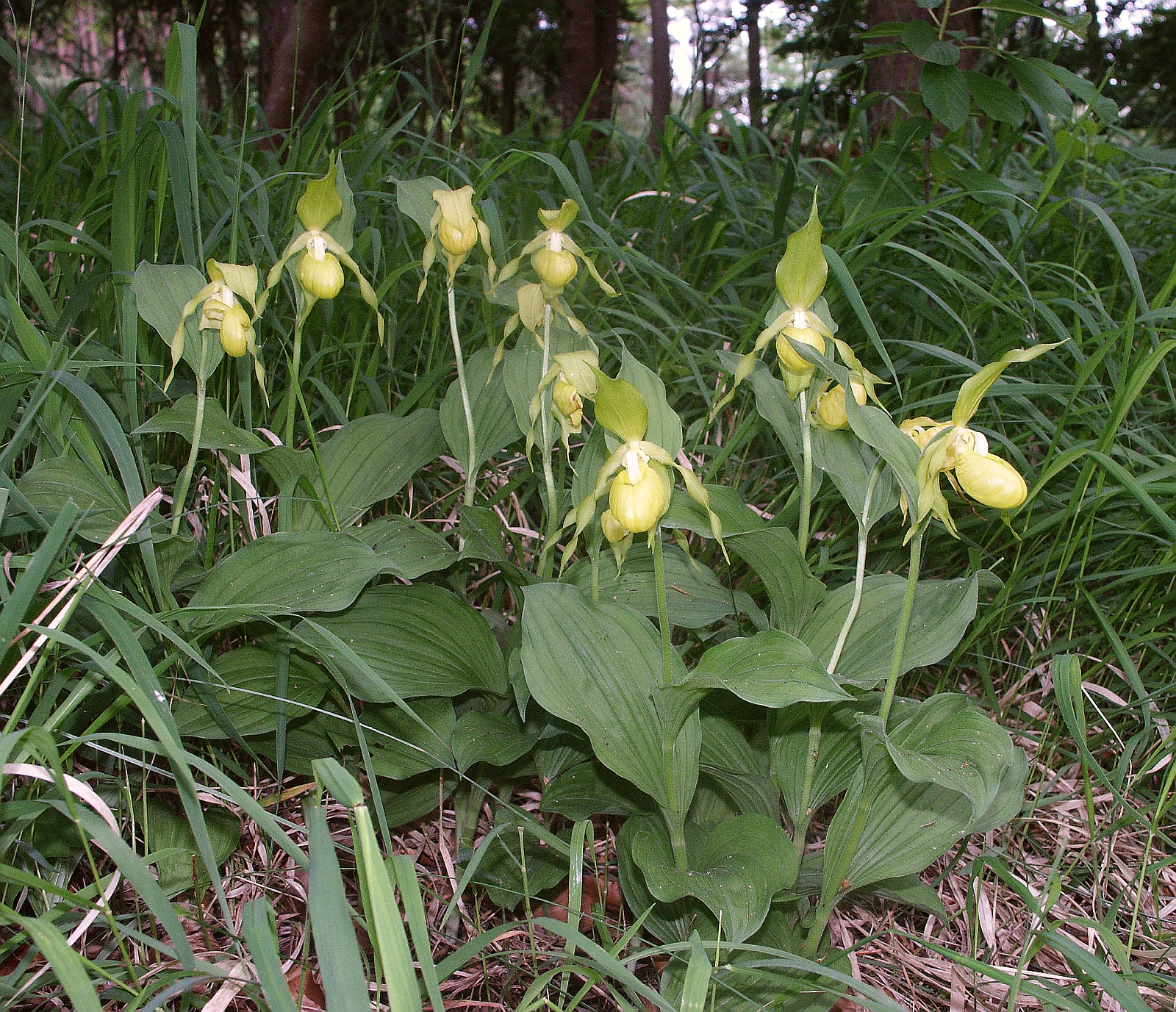
Cyp. calceolus var. flavum
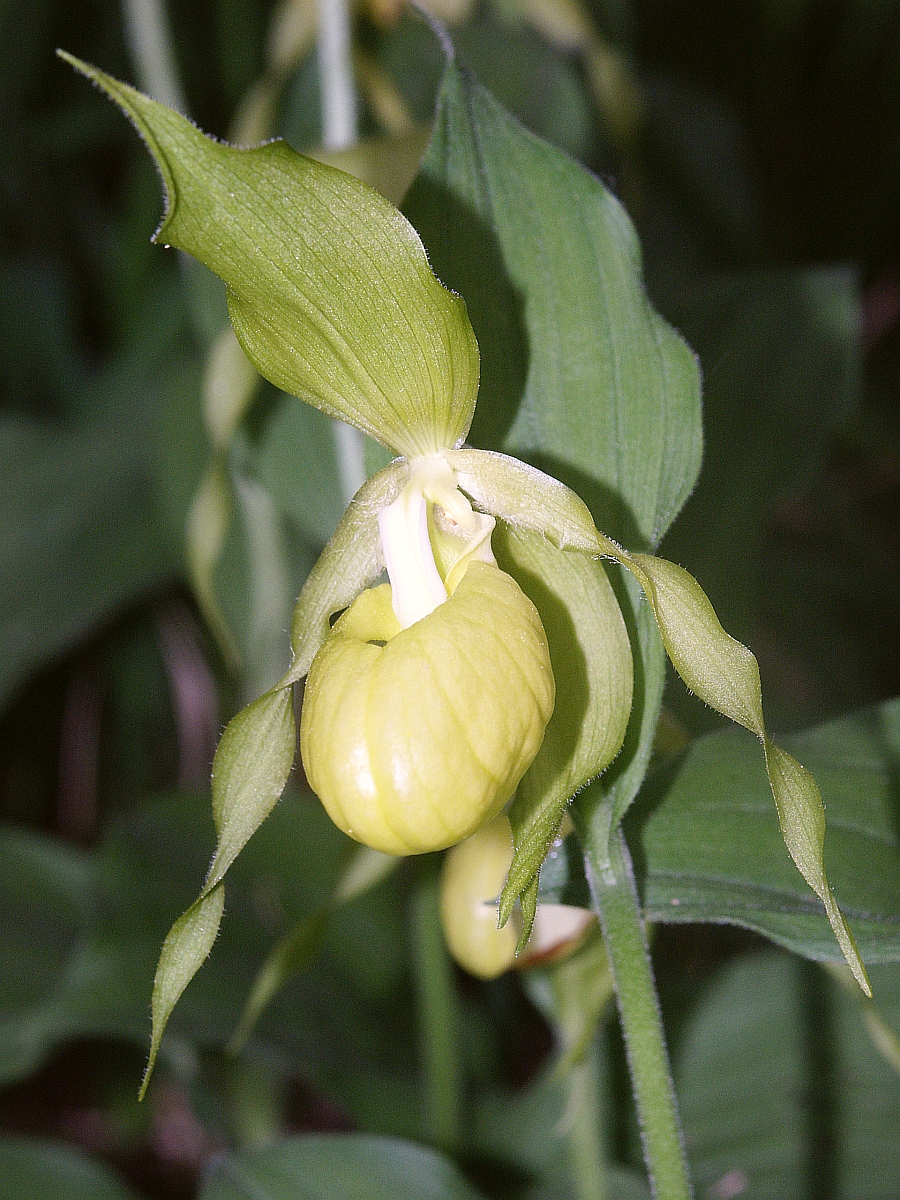
Cyp. calceolus var. flavum
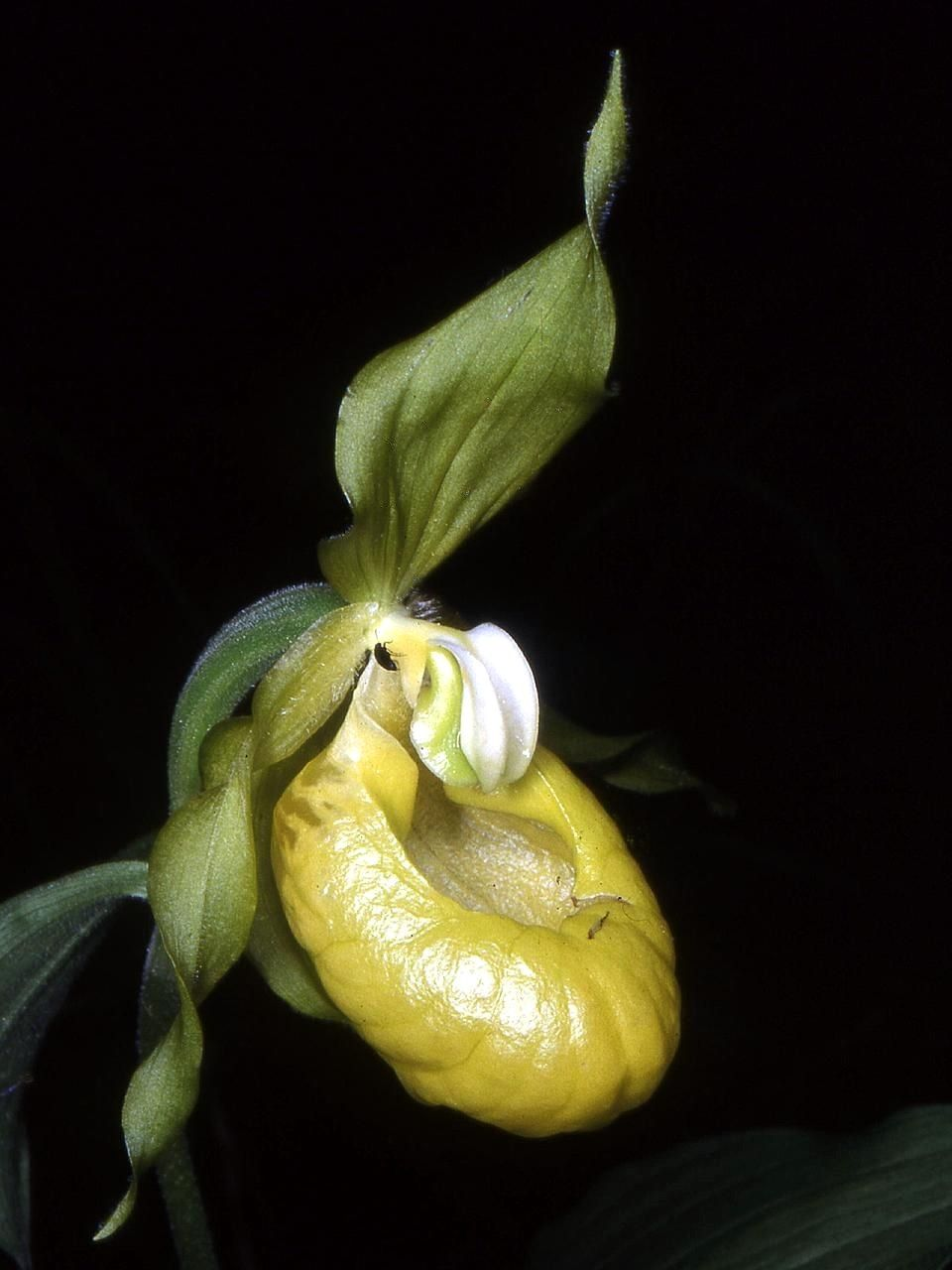
Cyp. calceolus var. viridiflora
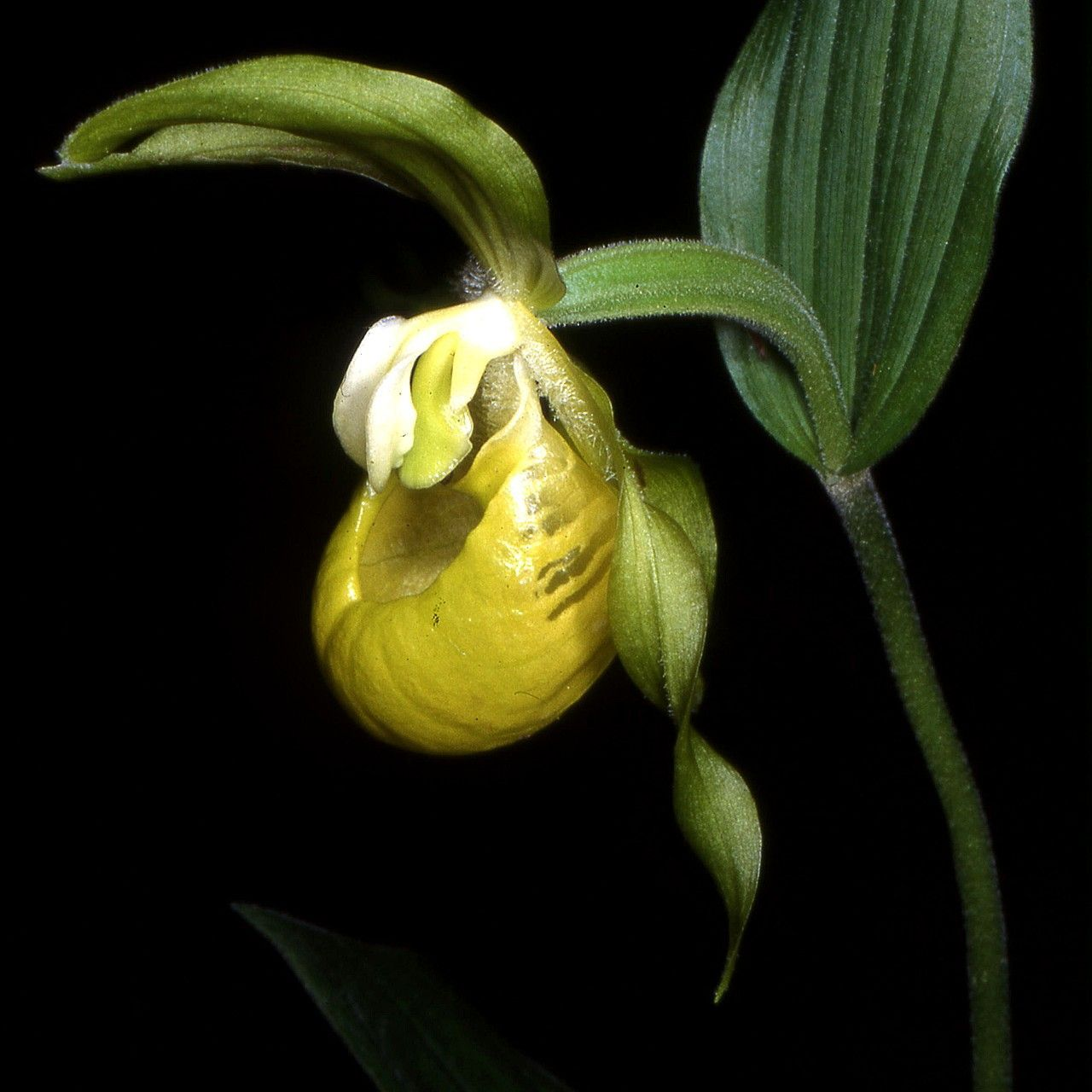
Cyp. calceolus var. viridiflora

## Охранный статус

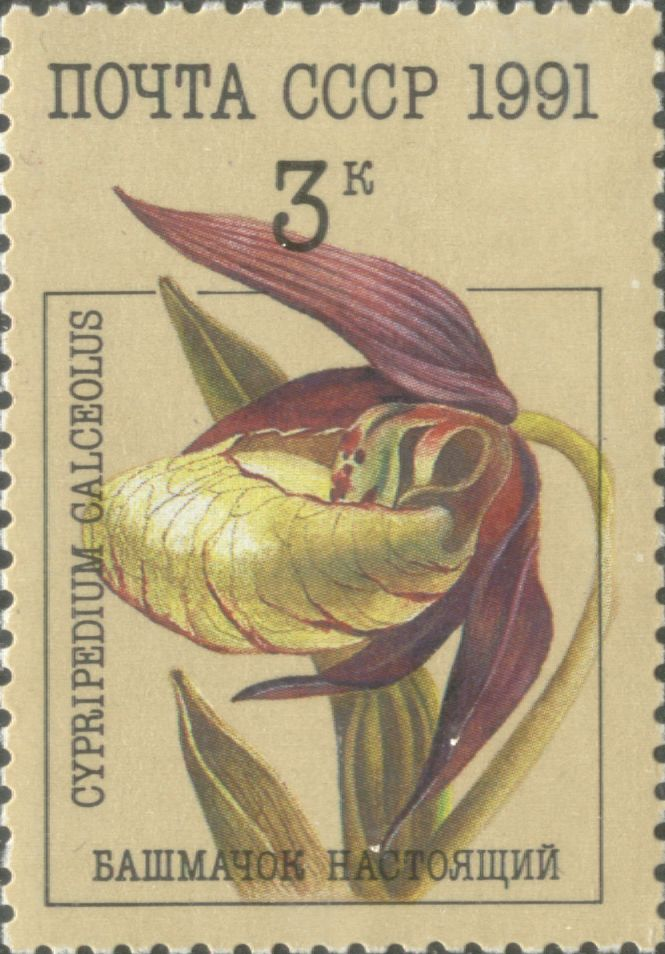
Почтовая марка СССР, 1991 год

Растение является объектом массового сбора людьми для букетов и с целью пересадки на садовые участки, что ведёт к повсеместному сокращению вида; существует опасность исчезновения этого вида во многих регионах России.
Башмачок настоящий — первый представитель семейства Орхидные умеренного пояса, взятый под охрану (с 1878 года в Швейцарии), ныне охраняется во всех европейских странах, включая Россию.

## Синонимы

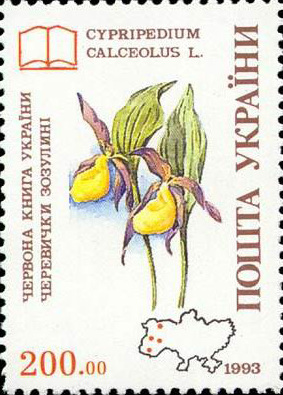
Почтовая марка Украины, 1994 год

По данным Королевских ботанических садов в Кью:
- Calceolus marianus Crantz, 1769
- Cypripedium boreale Salisb., 1796, nom. illeg.
- Cypripedium ferrugineum Gray, 1821, nom. illeg.
- Cypripedium atsmori C.Morren, 1851
- Cypripedium cruciatum Dulac, 1867, nom. illeg.
- Calceolus alternifolius St.-Lag., 1880
- Cypripedium alternifolium St.-Lag., 1880, nom. illeg.
- Cypripedilon marianus (Crantz) Rouy, 1894
- Cypripedium calceolus var. citrina B.Hergt, 1899
- Cypripedium calceolus var. viridiflora M.Schulze, 1902
- Cypripedium calceolus f. biflorum Rouy, 1912
- Cypripedium calceolus f. triflorum Rouy, 1913
- Cypripedium microsaccos Kraenzl., 1913